# Meyna spinosa

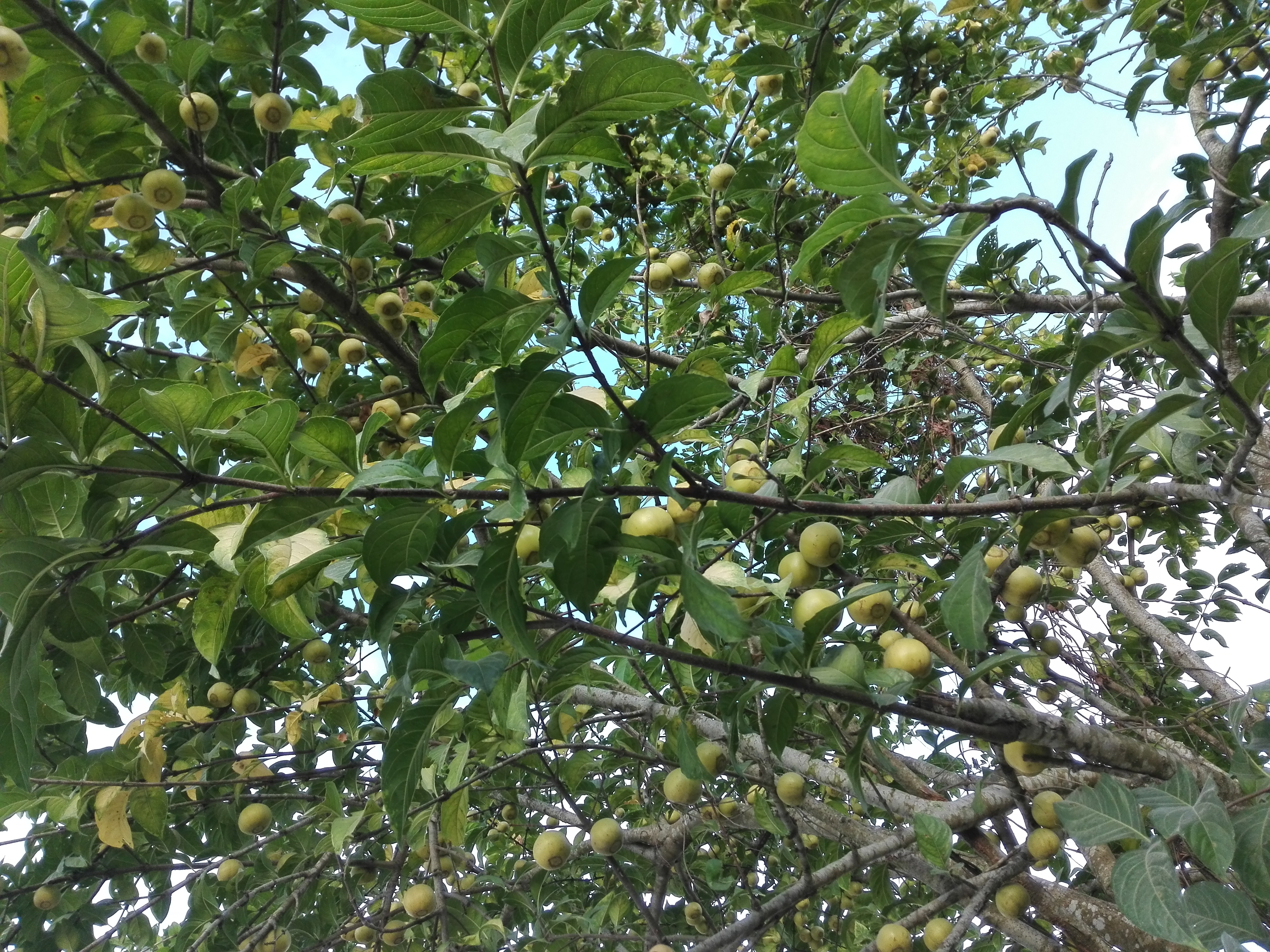
Blätter und Früchte

Meyna spinosa ist eine Pflanzenart in der Familie der Rötegewächse aus Indien bis nach Südostasien.

## Beschreibung
Meyna spinosa wächst als laubabwerfender, bedornter Strauch oder kleiner Baum bis etwa 5 Meter oder etwas mehr hoch. Die dunkelbraune Borke ist fast glatt.
Die einfachen, eiförmigen bis verkehrt-eiförmigen und gestielten Laubblätter sind gegenständig oder wirtelig zu dritt angeordnet. Der Blattstiel ist bis 2,5 Zentimeter lang. Die ganzrandigen und leicht ledrigen, rundspitzigen bis spitzen, kahlen Blätter sind bis etwa 10–11 Zentimeter lang und bis 5–6,5 Zentimeter breit. Die spitzen Dornen sind 2–3 Zentimeter lang. Es sind kleine Nebenblätter vorhanden.
Die gestielten, weißlich-grünen, meist fünfzähligen Blüten mit doppelter Blütenhülle erscheinen büschelig und achselständig. Der sehr kleine, becherförmige Blütenbecher ist kahl, mit sehr kleinen, schmal-dreieckigen Kelchzipfeln. Die Blütenkrone ist kurz breit-röhrig verwachsen, mit ausladenden bis zurückgelegten Zipfeln, die etwa so lang wie die Kronröhre sind. Die sehr kurzen Staubblätter sitzen oben am behaarten Schlund der Kronröhre. Der Fruchtknoten ist (halb)unterständig mit einem leicht vorstehenden Griffel mit gelappter, breiter Narbe.
Es werden rundliche, zur Reife gelbe, etwa 2–2,5 Zentimeter große, mehrsamige, glatte Beeren oder Steinfrüchte mit Kelchresten an der Spitze gebildet. Die 4–5 holzigen Samen oder Steinkerne (Pyrene) sind leicht keilförmig.

## Taxonomie
Die Erstbeschreibung von Meyna spinosa erfolgte 1820 durch Heinrich Friedrich Link nach William Roxburgh in Jahrb. Gewächsk. 1(3): 32. Ein bekanntes Synonym ist Vangueria spinosa Roxb.

## Verwendung
Die fleischigen Früchte werden roh oder gekocht verwendet. Die Blätter werden medizinisch verwendet.